# Afar
Afar (arabisk: عفار) er en folkegruppe på ca. 1,3 millioner mennesker der lever i Djibouti og i Afar-regionen i Etiopien og i Eritrea på Afrikas horn. Afarfolket kaldes også danakil.
Afarfolket er hovedsageligt muslimer, enkelte lever som nomader mens andre ernærer sig som bofaste fiskere og handelsmænd. Salt fra Assalsøen, en kratersø i Djibouti, ligger 155 meter under havoverfladen og er Afrikas laveste punkt, har været en vigtig handelsvare for mange fra afarfolket i flere århundreder. Hovedsproget er afar, men enkelte afarer snakker arabisk i Djibouti og Eritrea.